# Număr internațional de înregistrare pentru obiecte spațiale
Număr internațional de înregistrare pentru obiecte spațiale cunoscut și sub denumirea de COSPAR ID și NSSDC ID, este un sistem internațional de identificare aplicat tuturor obiectelor artificiale lansate în spațiu. Numărul sau identificatorul de înregistrare COSPAR este format din 3 subseturi (anul lansării, numărul lansării din anul respectiv și un cod de litere atribuit fiecărei componente lansate). De exemplu, 1990-037A este Naveta spațială Discovery din misiunea STS-31, care a transportat Telescopul spațial Hubble (1990-037B) în spațiu. Această lansare a fost cea de-a 37-a lansare de succes cunoscută la nivel mondial în anul 1990.
Sistemul de desemnare a fost în general cunoscut sub numele de sistemul COSPAR, denumire pentru Comitetul pentru Cercetări Spațiale (COSPAR) al Consiliului Internațional pentru Știință.